# Katy O'Brian
Katy M. O'Brian (Indianápolis, 12 de fevereiro de 1989) é uma atriz americana. Ela ganhou notoriedade pelos seus papéis em Love Lies Bleeding, como Jackie, Elia Kane na segunda e terceira temporada de The Mandalorian, George no seriado de televisão Z Nation da Syfy, Major Sara Grey na série de super-heróis Black Lightning da CW, Kimball em Agents of SHIELD e Jentorra em Ant-Man and the Wasp: Quantumania.

## Biografia
Katy nasceu em Indiana, de ascendência afro-americana e europeu-americana. Ela começou a estudar artes marciais aos cinco anos de idade e aos nove anos ganhou sua faixa marrom em Shorei Goju Ryu Karate. Ao longo da sua juventude participou em inúmeros programas desportivos e também em programas musicais como percussionista.
Ela frequentou a Universidade de Indiana em Bloomington, com especialização em psicologia e estudos germânicos. Ela foi uma das primeiras integrantes do grupo de improvisação da universidade, Hoosonfirst. Na universidade, ela recebeu sua faixa preta em hapkido pela Federação de Hapkido dos Estados Unidos.
Após a formatura, ela foi policial por sete anos no Departamento de Polícia em Carmel, incluindo a Equipe de Intervenção em Crise do departamento, especializada em ajudar indivíduos com várias condições, como psicose, depressão, Alzheimer e autismo. Ela obteve sua certificação de personal trainer e começou a participar de competições de fisiculturismo, e a treinar na Indy Actors Academy.
Em 2016, Katy se mudou para Los Angeles para seguir carreira no cinema e na televisão. Enquanto esperava para conseguir um papel, ela trabalhou no Programa de Artes Marciais da Universidade da Califórnia, em Los Angeles, ajudando com aulas de autodefesa e instruindo o programa de Hapkido. No programa, ela também estudou Muay Thai e Jiu Jitsu Brasileiro.

## Carreira
O primeiro papel de O'Brian na TV foi interpretar a Salvadora Katy em The Walking Dead da AMC, seguido por papéis em Halt and Catch Fire, Tosh.0 e How to Get Away with Murder. 
Em 2018, O'Brian conseguiu seu primeiro papel regular na série de comédia de ação Z Nation, interpretando George, um líder em ascensão do apocalipse. Em 2019, ela apareceu na série Black Lightning. Posteriormente, ela teve um papel menor na terceira temporada de Westworld, da HBO.
Em 2020, O'Brian foi escalada para o papel de Elia Kane, uma personagem recorrente importante nas temporadas 2 e 3 da série de Star Wars The Mandalorian.
Ela foi apresentada no Universo Cinematográfico Marvel: em 2020 como Kimball em Agents of SHIELD; e em 2023, em um papel principal como Jentorra, líder dos Lutadores da Liberdade no Reino Quântico em Homem-Formiga e a Vespa: Quantumania.
Em 2022, foi anunciado que O'Brian estrelaria ao lado de Kristen Stewart em Love Lies Bleeding.  O filme foi lançado nos cinemas pela A24 em 8 de março de 2024.  Em março de 2024, O'Brian participou do elenco de Missão: Impossível - O Julgamento Final, interpretando um mergulhador da Marinha dos EUA. O filme foi lançado em 23 de maio de 2025.

## Vida pessoal
Pouco depois de se mudar para Los Angeles, O'Brian conheceu sua parceira, Kylie Chi, em um projeto de filme. Os dois moram junto em Los Angeles desde 2016.
Ela tem doença de Crohn e passou por uma cirurgia intestinal após as filmagens de Love Lies Bleeding.

## Filmografia

### Filme
| Ano  | Título                                  | Papel                      | Notas        |
| ---- | --------------------------------------- | -------------------------- | ------------ |
| 2021 | Sweet Girl                              | Apresentador de TV         |              |
| 2023 | Homem-Formiga e a Vespa: Quantumania    | Jentorra                   |              |
| 2024 | Loves Lies Bleeding                     | Jaqueline "Jackie" Cleaver |              |
| 2024 | Twisters                                | Dani                       |              |
| 2025 | Mission: Impossble – The Final Reckoing | Kodiak                     |              |
| 2025 | Queens of the Dead The Running Man      | TBA                        | Pós-produção |

### Televisão
| Ano        | Título                               | Papel                      | Notas                                         |
| ---------- | ------------------------------------ | -------------------------- | --------------------------------------------- |
| 2017       | Tosh.0                               | Jogador de softball        | Episódio: "Jogador de beisebol da UCF"        |
| 2017       | Halt and Catch Fire                  | Barman                     | Episódio: "Busca"                             |
| 2017–2018  | The Walking Dead                     | Katy                       | 2 episódios                                   |
| 2018       | How to Get Away with Murder          | Garota de caixa            | Episódio: "Pergunte a Ele sobre Stella"       |
| 2018       | Z Nation                             | Geórgia "George" St. Clair | Elenco principal (5ª temporada)               |
| 2019–2020  | Black Lightning                      | Major Sara Grey            | Papel recorrente (temporada 3)                |
| 2020       | Agents of SHIELD                     | Kimball                    | 3 episódios (7ª temporada)                    |
| 2020       | Westworld                            | Paramédico                 | Episódio: "A Ausência de Campo"               |
| 2020       | The Talking Zed Show                 | Ela mesma                  | série de TV                                   |
| 2020, 2023 | The Mandalorian                      | Elia Kane                  | Papel recorrente (temporadas 2–3)             |
| 2021       | Magnum P.I.                          | Kai Durrell                | Episódio: "Primeiro a surra, depois a reação" |
| 2021       | The Rookie                           | Katie Barnes               | Episódio: "New Blood"                         |
| 2021       | 24 Hours of Nothing Debbie Antonelli | Ela mesma                  | Especial de TV                                |